# Bobrůvka
Bobrůvka (deutsch Bobruwka, 1940–45 Klein Bobrau) ist eine Gemeinde in Tschechien. Sie liegt 13 Kilometer südlich von Nové Město na Moravě und gehört zum Okres Žďár nad Sázavou.

## Geographie
Bobrůvka befindet sich in der zur Böhmisch-Mährischen Höhe gehörigen Křižanovská vrchovina (Krischanauer Bergland) in der Talmulde des Baches Luční potok (Strachabach). Nordwestlich erstreckt sich der Pivovarský les (Bräuwald). Östlich des Dorfes erheben sich der Na Stráni (561 m), Kosova hora (593 m) und Tučkův vrch (579 m), im Süden der Spálený kopec (595 m), südwestlich der Buček (626 m) und im Nordwesten der Ve Vrších (599 m).
Nachbarorte sind Radešín im Norden, Dolní Bobrová und Mirošov im Nordosten, Dolní Rozsíčka und Moravec im Osten, Pikárec im Südosten, Tiský Dvůr und Jívoví im Süden, Radenice und Sklené nad Oslavou im Südwesten, Na Brejlích und Rousměrov im Westen sowie Bohdalec im Nordwesten.

## Geschichte

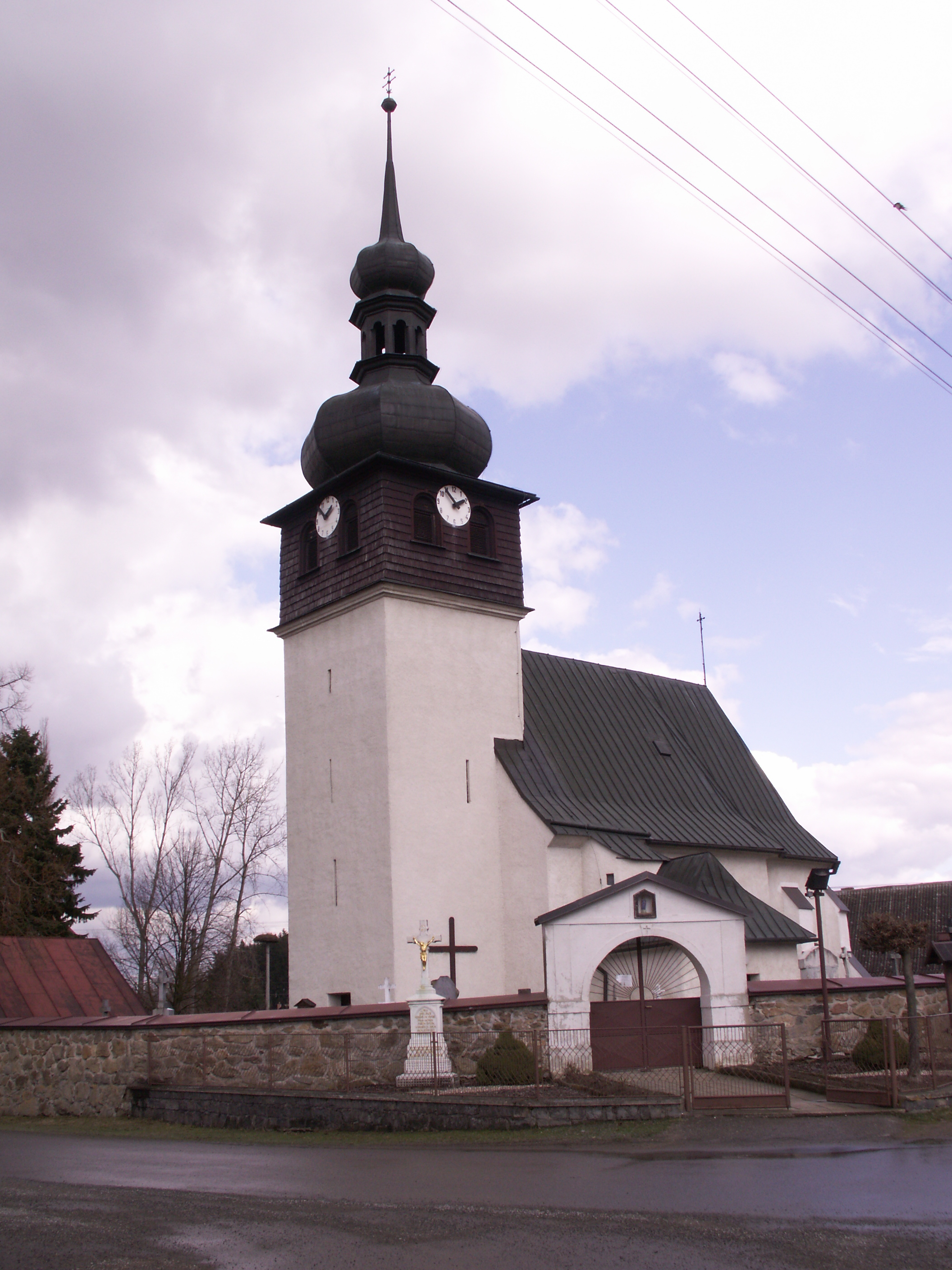
Kirche St. Bartholomäus

Der Ort entstand nach 1240 und ist wahrscheinlich eine Gründung der Vladiken von Bobrůvka. Die erste urkundliche Erwähnung des Dorfes Cappil Bobrowe und der Kirche erfolgte im Jahre 1262, als Smil von Lichtenburg den Ort und seine unbesiedelte Umgebung dem Kloster Saar überließ. Zu dieser Zeit lässt sich für Cappil Bobrowe eine Zahl von 127 Einwohnern ermitteln.
Während der Hussitenkriege gelangte Bobrůvka an weltliche Besitzer. Das freie Vladikengeschlecht von Bobrůvka starb 1444 aus. Sein Wappen ziert auch das erste Ortssiegel von Bobrůvka. 1476 erhielt das Kloster das Dorf zurück. Im Urbar von 1483 sind für Bobrůvka neben dem Freigericht und dem Kirchgut 19 Anwesen aufgeführt. 1597 verkaufte das Kloster Bobrůvka zusammen mit dem Hof Radešín an Samuel Radešínský von Radešovice. Nach dem Dreißigjährigen Krieg erwarb Maximilian von Dietrichstein die Güter. Er verkaufte die Herrschaft Radešín, zu der Bobrůvka gehörte, 1638 an das Kloster Saar. 1664 lebten in dem Ort nur noch 96 Menschen. Auf Anordnung des mährischen Landesguberniums schlossen sich 1775 die Müller von Bobrůvka, Bobrová und Umgebung zu selbstständigen Müllerzunft Horní Bobrová zusammen. Nach der Aufhebung des Klosters im Zuge der Josephinischen Reformen fiel Bobrůvka 1784 dem Religionsfonds der Herrschaft Saar zu. Dieser wurde der k.k. Veräußerungskommission für die Staatsgüter übertragen. 1826 erfolgte der Verkauf der Herrschaft Radešín an František Schneider. Seit 1805 wurde in Bobruwka Schulunterricht gegeben.
Nach der Aufhebung der Patrimonialherrschaften bildete Bobruwka ab 1850 eine Gemeinde im Bezirk Neustadtl. Zu dieser Zeit hatte das Dorf 344 Einwohner. Im Jahre 1858 wurde eine Dorfschule eröffnet, die 1865 in ein neues Schulgebäude zog.
1880 lebten in den 67 Häusern des Ortes 455 Menschen. Am 8. Juni 1893 brach im Oberdorf ein Großfeuer aus, das 15 Häuser vernichtete. 1906 wurde die Freiwillige Feuerwehr gegründet. Zwischen 1914 und 1920 erfolgte die Aufstockung der Schule um ein Geschoss. Während der deutschen Besetzung fanden 1944 in den Wäldern um Bobrůvka acht geflohene sowjetische Kriegsgefangene Zuflucht und Unterstützung. Als sich diese in die Slowakei zu den Partisanen absetzen wollten, wurden sie gefangen genommen und erschossen. Eine Einheit der Gestapo unter Kommissar Mondorf nahm 25 Einwohner aus der Gegend fest. Am 26. Juni 1944 wurden sechs von ihnen, darunter drei aus Klein Bobrau, durch das Deutsche Landgericht in Brünn zum Tode, die anderen zu Haftstrafen verurteilt. Die Hinrichtung fand am 18. August 1944 statt.
1950 wurde die Gemeinde dem Okres Žďár zugeordnet. 1980 wurde das Kulturhaus errichtet. Heute besteht Bobrůvka aus 85 dauerhaft zu Wohnzwecken genutzten Häusern und 60 Feriendomizilen.
Bobrůvka ist auch eine Mineralienfundstätte. Insbesondere in Ouperek kommen Rauchquarz, Schörl, Feldspat und Turmalin vor.

## Wüstung Bytowecz
Zwischen Bobrůvka und Dolní Bobrová befand sich früher das Dorf Bytowecz (Bítovce). Es bestand im Jahre 1483 aus zwölf Anwesen und erlosch zum Ende des 15. Jahrhunderts wegen seiner ungünstigen Lage. Seine Fluren befanden sich auf den Plätzen Čandlíky, Německý vrch, U Opatských und Pod Dománkou. Sie wurden später zwischen Bobrůvka und Dolní Bobrová aufgeteilt.

## Ortsgliederung
Für die Gemeinde Bobrůvka sind keine Ortsteile ausgewiesen.

## Sehenswürdigkeiten
- Kirche St. Bartholomäus, der seit 1262 nachweisbare und in der zweiten Hälfte des 12. Jahrhunderts errichtete Bau wurde im 15. Jahrhundert hussitisch und ging dann an die Böhmischen Brüder über. 1625 wurde die Kirche und das Pfarrhaus niedergebrannt. Bis in die 1670er Jahre wurde die Ruine dem Verfall überlassen und ab 1696 als katholische Filialkirche der Pfarre Horní Bibrová wiederhergestellt. 1704 fand der erste Gottesdienst statt. Seit 1922 ist sie eine Filiale der Pfarre Moravec.
- Naturschutzgebiet Ouperek, östlich des Dorfes am Hügel Na Stráni
- Marterl am Kreuz der Straße nach Radešín mit dem Feldweg nach Bobrová, errichtet 1780 durch den Richter Fabian Straka anlässlich der Krönung Josephs II. als Dank für die Minderung der Frondienste, zur Abwendung der Pest und zum Gedenken an die Hungerjahre 1775–1777. Es ist heute ein Kulturdenkmal.